# Айдов, Дмитрий Михайлович
Дми́трий Миха́йлович А́йдов (10 апреля 1982, Горький) — российский футболист, защитник.

## Карьера
Воспитанник нижегородской футбольной школы «Сормович», первый тренер — В. А. Зиновьев. Играет на позиции крайнего (левого) защитника или полузащитника. В течение карьеры выступал за клубы из Нижнего Новгорода — с «Электроникой» (будущей «Волгой») прошёл путь от любительского чемпионата до Первого дивизиона.
В 2010 году перешёл в другой нижегородский клуб — «Нижний Новгород», а после объединения клубов в 2012 году вернулся в «Волгу». 21 июля 2012 года сыграл свой первый матч в Премьер-лиге России, выйдя в основном составе на игру против московского «Динамо».
Позже выступал за клубы «Торпедо» Москва (2013—2014), «Анжи» Махачкала (2014—2015), «Арсенал» Тула (2015—2017), «Гомель» (2017—2018). С 2019 года — в команде любительского первенства «Локомотив-НН».
В августе 2020 года был пожизненно дисквалифицирован Белорусской федерацией футбола в связи с участием в громком скандале. Его обвинили в получении 22 тысяч долларов за проигрыш в играх «Гомеля» против БАТЭ (0:3) и брестского «Динамо» (0:6). В ноябре 2020 года ФИФА пожизненно отстранила его от любой футбольной деятельности.